# バーバラ・バーク
バーバラ・バーク（Barbara Hannah Anita Burke、1917年5月13日 - 1998年8月8日）は、イギリスの陸上競技選手である。彼女は1936年ベルリンオリンピックの400メートルリレー走で、銀メダルを獲得した。

## 経歴
バーバラ・バークはグレーター・ロンドン市域にあるノーウッドで1917年に生まれた。
1936年に開催されたベルリンオリンピックでは、女子100メートル競走及び400メートルリレー走の代表となった。100メートル走では予選を12秒4の記録で通過したものの、準決勝では12秒2の記録で4位となって敗退した。400メートルリレー走では、1932年ロサンゼルスオリンピックの同競技で銅メダリストとなったアイリーン・ヒスコックを筆頭に、ヴァイオレット・オルニー、オードリー・ブラウンとともにチームを組み、アンカーを務めた。決勝では、46秒9で優勝したアメリカ合衆国チームに続いて2位となって銀メダルを獲得した。
ブリティッシュ・エンパイア・ゲームズ では、南アフリカ連邦の代表として出場し、1938年シドニー大会では女子80メートルハードル走で金メダルを獲得している。

## 主な大会での成績
| 年   | 大会                   | 場所                       | 種目                    | 結果 | 記録  |
| ---- | ---------------------- | -------------------------- | ----------------------- | ---- | ----- |
| 1934 | コモンウェルスゲームズ | ロンドン（イギリス）       | 110-220-110ヤードリレー | 4位  |       |
| 1936 | ベルリンオリンピック   | ベルリン（ドイツ）         | 400メートルリレー走     | 2位  | 47秒6 |
| 1938 | コモンウェルスゲームズ | シドニー（オーストラリア） | 80mハードル             | 1位  |       |
| 1938 | コモンウェルスゲームズ | シドニー（オーストラリア） | 100ヤード走             | 4位  |       |
| 1938 | コモンウェルスゲームズ | シドニー（オーストラリア） | 220ヤード走             | 5位  |       |